# サンテステフAOC
サンテステフAOC （Saint-estèphe (AOC)）は、フランスワインの1つ。サンテステフの赤ワインは、単独でAOCの指定を受けている。村の土壌は、ジロンド川が運んできた粘土により、かなり重い土になっており、メドック地区のなかではカベルネ・ソーヴィニョンよりメルローの比率が高い。
以前から村名AOCを名乗っていた四つの村の中では、香りがおとなしく、酸味が強いとされている。

## 格付けシャトー
1855年のメドック地区の格付けで、次の五つのシャトーが指定されている。

### 2級
- Château Cos d'Estournel〈 シャトー・コス・デストゥルネル 〉
- Château Montrose〈 シャトー・モンローズ 〉

### 3級
- Château Calon-Ségur〈シャトー ・カロン・セギュール 〉

### 4級
- Château Lafon-Rochet〈 シャトー・ラフォン・ロシェ 〉